# Adaílton Ladeira
Adaílton Ladeira (San Paolo, 23 agosto 1945) è un allenatore di calcio ed ex calciatore brasiliano, di ruolo attaccante.

## Biografia
Nato a San Paolo, vive a Campinas con la moglie Anita, sposata nel 1962, e da cui ha avuto le figlie Telma e Liliane.

## Carriera

### Calciatore
Ladeira si forma in vari club, partendo dal Comercial-SP, per poi passare al Jaboticabal ed al Palmeiras, con una breve esperienza in prestito al Botafogo.
Entra nella prima squadra dell'Inter de Limeira e poi nel 1963 viene ingaggiato dal XV de Piracicaba. Nel 1965 viene ingaggiato dall'América-SP. Nel 1965 viene prestato al San Paolo, con cui disputa il Torneo Rio-San Paolo 1965, e nella seconda parte dell'anno seguente al Bangu.
Con gli Alvirrubro vinse il Campionato Carioca 1966.
Nell'estate 1967 con il Bangu disputò il campionato nordamericano organizzato dalla United Soccer Association: accadde infatti che tale campionato fu disputato da formazioni europee e sudamericane per conto delle franchigie ufficialmente iscritte al campionato, che per ragioni di tempo non avevano potuto allestire le proprie squadre. Il Bangu rappresentò gli Houston Stars, che concluse la Western Division al quarto posto finale.
Nel 1967 viene ingaggiato dal Náutico, con cui vince due campionati pernambucani ed arriva a disputare la finale della Taça Brasil 1967, persa contro il Palmeiras.
Dopo due anni al Nautico passa al Guarani, ove chiuderà la carriera agonistica nel 1970 ed inizierà quella di allenatore.

### Allenatore
Inizia la carriera di allenatore entrando nello staff tecnico di Josè Duarte al Guarani. Dal 1980 in poi inizia ad allenare numerosissime squadre minori in tutto il Brasile.
Ha anche un'esperienza all'estero, allenando per un periodo in Arabia Saudita l'Al-Shabab, con cui raggiunse la finale della Coppa della Corona del Principe saudita 1993-1994, persa contro l'Al-Riyadh.
Ha anche allenato le giovanili del Corinthians e Palmeiras. Soprattutto con i Corinzi si rivela abile scopritore di talenti come Boquita e Kléber.

## Palmarès

### Calciatore

#### Competizioni statali
- Campionato Carioca: 1

Bangu: 1966
- Campionato Pernambucano: 2

Nautico: 1967, 1968